# Dan Freed

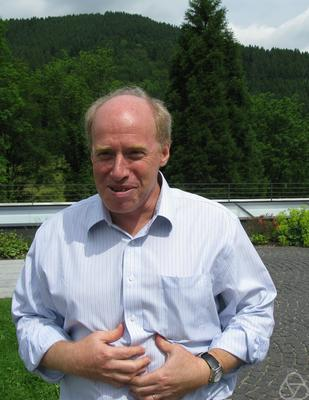
Dan Freed, 2010

Daniel Stuart Freed (* 17. April 1959) ist ein US-amerikanischer Mathematiker, der sich mit globaler Analysis und Verbindungen zur mathematischen Physik (Supersymmetrie, Stringtheorie, Quantenfeldtheorie) beschäftigt.

## Leben
Freed studierte an der Harvard University mit dem Bachelor- und Master-Abschluss 1981 und wurde 1985 bei Isadore Singer an der University of California in Berkeley promoviert (The geometry of loop groups). Als Post-Doktorand war er Moore-Instructor am Massachusetts Institute of Technology und dann Assistant Professor an der University of Chicago. Ab 1989 war er Associate Professor und ab 1994 Professor an der University of Texas at Austin. 1996 bis 1998 war er am Institute for Advanced Study (IAS) und er war Gastwissenschaftler am IHES (1995, 1999).
2002/2003 war er Guggenheim Fellow und 1988 bis 1992 Sloan Research Fellow. 2002 war er Invited Speaker auf dem Internationalen Mathematikerkongress in Peking (Twisted K-theory and loop groups). Er gehört zu den Gründern des IAS/Park City Mathematics Institute und ist seit 2006 im Leitungsrat (Board of Trustees) des MSRI, dessen wissenschaftlichem Beirat er seit 2002 angehörte. 2014 erhielt er einen Senior Berwick Prize. Er ist Fellow der American Mathematical Society. Er war Clay Senior Scholar im Frühjahr 2020.

## Schriften

### Bücher
- mit Karen Uhlenbeck: Instantons and 4-Manifolds. Springer, 1984.
- mit Karen Uhlenbeck (Hrsg.): Geometry and Quantum Field Theory. American Mathematical Society 1995.
- Five lectures on supersymmetry. American Mathematical Society 1999.
- mit Pierre Deligne, Pavel Etingof, L. Jeffrey, David Kazhdan, John Morgan, David Morrison, Edward Witten (Hrsg.): Quantum Fields and Strings. A course for mathematicians. American Mathematical Society, Providence, Rhode Island 1999.
- mit David R. Morrison, Isadore Singer (Hrsg.): Quantum Field Theory, Supersymmetry and Enumerative Geometry. IAS/Park City Mathematics Series 11, American Mathematical Society/Institute for Advanced Study 2006.
- Twisted K-theory and loop groups. Proceedings of the International Congress of Mathematicians, Vol. III (Beijing, 2002), 419–430, Higher Ed. Press, Beijing, 2002.

### Arbeiten in Fachzeitschriften (Auswahl)
- The geometry of loop groups. J. Differential Geom. 28 (1988), no. 2, 223–276.
- Classical Chern-Simons theory. I. Adv. Math. 113 (1995), no. 2, 237–303. II. Houston J. Math. 28 (2002), no. 2, 293–310.
- mit Edward Witten: Anomalies in string theory with D-branes. Asian J. Math. 3 (1999), no. 4, 819–851.
- mit Michael J. Hopkins, Constantin Teleman: Loop groups and twisted K-theory.  I. J. Topol. 4 (2011), no. 4, 737–798. II. J. Amer. Math. Soc. 26 (2013), no. 3, 595–644. III. Ann. of Math. (2) 174 (2011), no. 2, 947–1007.